# هوبرت أيفانغر
هوبرت أيفانغر (من مواليد 26 يناير 1971 في إرغولدسباخ) سياسي ألماني ينتمي لحزب الناخبين الأحرار (بالألمانية: Freie Wähler ) ويتزعمه منذ عام 2018، يشغل منصب نائب رئيس وزراء ولاية بافاريا ووزير الشؤون الاقتصادية والتنمية الإقليمية والطاقة في بافاريا.